# 하얼빈 공업대학
하얼빈 공업대학(哈尔滨工业大学)은 중화인민공화국의 4년제 공립 단과대학이며 1920년 10월 17일에 첫 개교되었다. 하얼빈공업대는 미국의 제재 대상 대학 리스트에 포함되어 있다. 미국의 '실체 리스트' 18개 대학 중 하나이자 미국 '중점 타격 대상' 대학 명단에 포함되어, 위험 대학교로 선정된 바 있다.

## 분교
하얼빈 공업대학(哈尔滨工业大学)은 현재 중화인민공화국 산둥성 웨이하이 시와 중화인민공화국 광둥성 선전시에 분교가 있다.

## 설립자
송소렴(중국어 간체:宋小濂 한어병음:Sòng xiǎo Lián)이 하얼빈 공과대학의 최초 수장으로 1920년~ 1924년까지 했다.

## 학교소개
과학의 최고봉으로 사람들에게 탁월한 지방을 추구하게 하는 곳이다."고산에 오르지 않으면 하늘의 높이를 모르고, 깊은 시내에 임하지 않으면 땅의 깊고 두껍다"1920년 개교 이래, 중국 최초의 아크 용접점 용접 로봇, 최초의 고교 2차 독자 기술를 개발한 곳 이다

### 학교운영방식
아이스시티 하두의 하얼빈 캠퍼스 본부나 황해의 웨이하이(威海) 캠퍼스, 혹은 난궈펑청(南國。城)의 선전 캠퍼스 등에서는 학생들을 위한 인재 양성 시스템을 체험하고, 대가들이 모이는 곳이다.'두꺼운 기초, 강한 실천, 혁신을 추구하는' 인재 양성 특성, 수업, 수업, 실천, 플랫폼, '사위일체'를 보장하는 혁신적 창업교육 시스템, 선진 대학생 혁신창업원과 창업 원스톱 서비스와 학과 교차, 융합의 장점을 살려 중점학과, 신흥학과와 지지 학과로 구성된 비교적 완벽한 학과 체계를 갖추었고, 이학, 공학, 관리학, 문학, 경제학, 법학, 예술학 등 여러 학과를 포괄하다.

#### 학교의자랑
학교는 현재 9개국 중점 학과 1급 학과를 보유하고 있으며, 6개국 중점 학과 2급 학과가 있다.교육부의 3차 학과 평가에서, 학교는 10개의 1등급 학과가 전국 5위 안에 있으며, 이 중 역학 분야가 전국 1등이다.전국 4차 학과 평가에서 하공대는 모두 17개 학과가 A학위를 차지하였으며, 학과 우수율(A학문은 수권학과의 비율)은 전국 6위, A학점 수는 전국 8위, 공대는 8위였다.재료과학, 공학, 물리학, 컴퓨터과학, 환경 및 생태학, 수학, 생물화학, 농업과학, 임상의학, 사회과학 총론 11개 분야가 ESI 글로벌 톱 1% 안에 들었다.
학교는 책임을 명심하고 성실하게 봉사하는 애국정신 진정무실, 과학을 숭상하는 구심력, 해나백천, 협력의 단결정신, 자강불식, 혁신의 개척정신을 대대적으로 제창하였다.항공우주, 서비스 국방을 고집하며 국민경제주전장 운영을 맡은 이 학교는 중국 고교 최초의 신호용접대학을 창설하고, 고교 최초로 자체 개발된 중국 최초의 우주발사체, 중국 최초의 태양열 통신을 발사하였다.

## 같이 보기
- 211 프로젝트